# Aquarius (Labor)
| Unterwasserlabor Aquarius   | Unterwasserlabor Aquarius |
| --------------------------- | ------------------------- |
|                             |                           |
| Emblem                      |                           |
|                             |                           |
| Maße                        |                           |
| Länge:                      | 13,11 m                   |
| Breite:                     | 4,87 m                    |
| Höhe:                       | 6,66 m                    |
| Durchmesser (Habitatröhre): | 2,74 m                    |
| Nutzfläche:                 | circa 37 m²               |
| Masse (Grundplatte):        | 116 t                     |
| Masse (Habitat):            | 85 t                      |
| sonstige Daten              |                           |
| Baujahr:                    | 1986                      |
| aktuelle Tauchtiefe:        | 19 m                      |
| maximale Tauchtiefe:        | 36 m                      |
| jährliche Betriebskosten:   | circa 1,4 Mio. US-$       |
|                             |                           |

Die Aquarius Reef Base (englisch für Aquarius Riff Basis) ist ein US-amerikanisches Unterwasserhabitat und -labor, das lange im Besitz der National Oceanic and Atmospheric Administration (NOAA) war und von der Universität von North Carolina, Wilmington betrieben wurde, seit 2013 jedoch der Florida International University gehört und auch von dieser betrieben wird. Sie liegt circa vierzehn Kilometer südöstlich vor Key Largo im Atlantik.

## Vorgeschichte

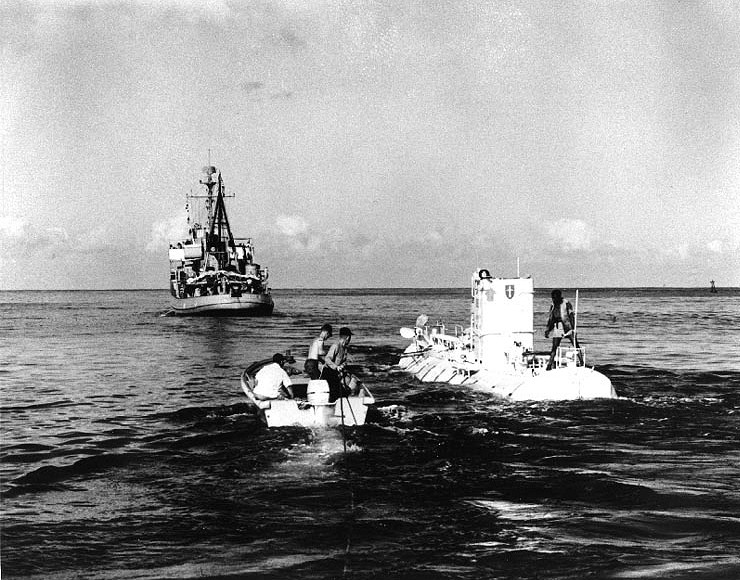
Trieste vor dem ersten Tauchgang zum Marianengraben

In der Mitte des 20. Jahrhunderts war neben der Erforschung des Weltraums der Vorstoß in die Tiefen der Ozeane ein Traum der Menschheit. Nachdem Jacques Piccard und Don Walsh mit ihrem U-Boot Trieste am 23. Januar 1960 den im Marianengraben gelegenen tiefsten Punkt des Weltmeeres erreicht hatten, erhoffte man sich, ganze Unterwassersiedlungen bauen zu können, um die Ressourcen der Tiefsee auszubeuten. In den folgenden Jahrzehnten wurden viele Unterwasserhabitate in den verschiedenen Teilen der Meere versenkt. Die Aquarius ist das letzte funktionsfähige Labor dieser Ära.

## Aufbau

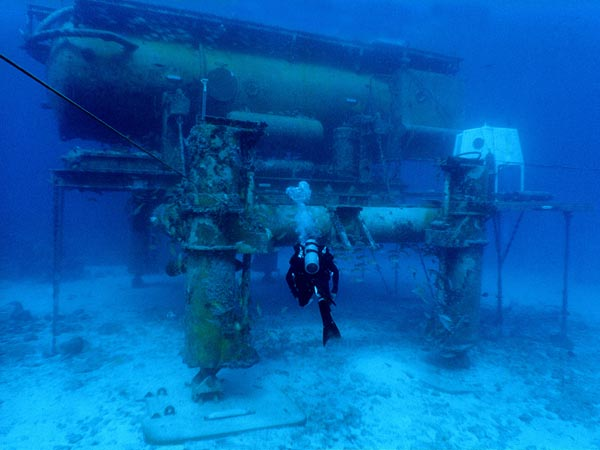
Die Aquarius am Meeresboden

Die Habitat-Hülle besteht aus 1,9 cm starkem Stahl, auf dem eine 1 cm starke Isolationsschicht aufgebracht ist. Über vier Pfeiler ist sie mit der 116 t schweren Grundplatte verbunden. Jeder der vier Pfeiler ist mit 25 t Blei gefüllt, so dass die gesamte Konstruktion eine Masse von etwa 300 t aufweist. Die Höhe der Pfeiler kann einzeln in einem Bereich von circa 2 m eingestellt werden, was eine Nivellierung der Aquarius je nach Meeresbodenbeschaffenheit erlaubt. Habitat und Grundplatte wurden so konstruiert, dass sie auch schweren Stürmen widerstehen können.
Das Innere ist in drei Bereiche aufgeteilt. Es besteht aus Hauptbereich, Einstiegsschleuse und Nassbereich, in denen unterschiedliche Druckverhältnisse eingestellt werden können. Die Unterseite des Nassbereichs ist zum Wasser hin offen. In ihm herrscht immer ein höherer Druck als der Druck des Wassers, so dass kein Wasser eindringen kann. So können Taucher in das Innere gelangen, ohne dass eine entsprechende Schleuse nötig ist. Der Nassbereich ist 2,5 m lang, 3,6 m breit und 2,1 m hoch. Hier stehen Stauraum für Taucherausrüstungen und eine Heißwasserdusche zur Verfügung, so dass die Taucher ihre Anzüge gegen trockene Kleidung tauschen können.
Vom Nassbereich aus führt eine luftdicht schließende Luke zur Einstiegsschleuse. Die Einstiegsschleuse bietet eine Toilette, ein Waschbecken, die Schalttafeln für die Gas- und Stromversorgung, die Lebenserhaltungssysteme, einen Arbeitsplatz und Stauraum für persönliche Dinge der Besatzungsmitglieder.

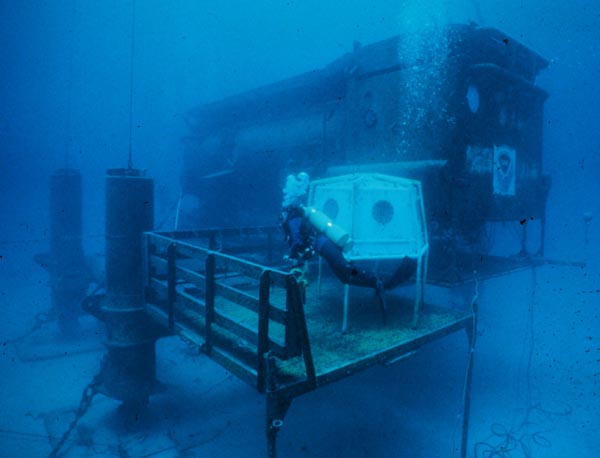
Aquarius mit Tauchglocke im Vordergrund

Eine weitere luftdichte Luke verbindet die Einstiegsschleuse mit dem Hauptbereich. Er ist in einen Arbeits- und einen Wohnbereich sowie einen Schlafbereich mit sechs 60 cm breiten und 1,90 m langen Kojen aufgeteilt. Des Weiteren gibt es dort einen Esstisch mit Bänken, eine Kombüse mit Spülbecken, Mikrowellenherd und Stauraum für Nahrung sowie Kommunikations- und Videoausrüstungen, medizinische Ausrüstungen und Lebenserhaltungssysteme.
2011 besuchte der Autor James Nestor kurz die Anlage und schrieb, die Toilette sei „so klein und bietet so wenig Privatsphäre, dass die Aquanauten ihr Geschäft lieber im Wasser draußen verrichten. Doch auch das ist mit Problemen verbunden. Die Meereslebewesen kämpfen um die menschliche ‚Nahrung‘. Ein Aquanaut, der im Nassbereich bis zur Hüfte im Wasser stand, wurde einmal von einem hungrigen Fisch so in den Hintern gebissen, dass er blutete.“ Außerdem würde die Eingangsluke auch als Plumpsklo benutzt. Er berichtet auch von überdurchschnittlich guter Laune der Aquanauten, die sich schon seit mehreren Tagen im Habitat aufhielten. Ihm wurde dazu erklärt, eine längere Einwirkung von 2,5 bar Druck könne zu einem leichten Delirium führen. Den Innenraum des Habitats beschreibt er als „nasskalten, engen, gefährlichen Ort“, geprägt durch schimmlige Handtücher, rostendes Metall und erstickende Luftfeuchtigkeit. Außerdem würde sich etwa alle dreißig Sekunden durch das Auf und Ab der Wellen an der Oberfläche der Druck im Habitat ändern und einen Druckausgleich der Ohren erfordern.
Bei einem eventuellen Notfall können sowohl Hauptbereich als auch Einstiegsschleuse mit Strom aus Batterien und Atemluft aus Notfalltanks versorgt werden. Auch Ausrüstung zur Entsorgung des anfallenden CO2 steht zur Verfügung, falls die Verbindung zur Lebenserhaltungsboje (Life Support Buoy, LSB) abreißen sollte.
Außerhalb der Aquarius steht in der Nähe des Ausgangs für einen Notfall eine Tauchglocke zur Verfügung, die etwa 1,7 m³ Luft enthält und sechs Menschen ein bequemes Stehen erlaubt.

### Lebenserhaltungsboje

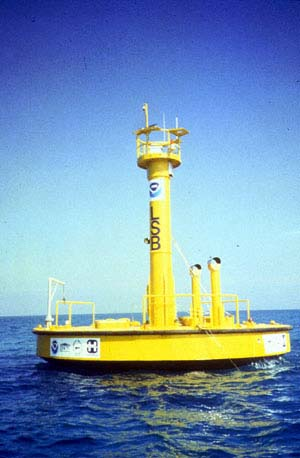
Die Life Support Buoy

Die Lebenserhaltungsboje (Life Support Buoy) besteht aus einer Plattform mit zehn Metern Durchmesser, die über der Aquarius an der Meeresoberfläche fixiert ist. Für die Befestigung ist die LSB an fünf Punkten über Nylon-Seile von etwa fünf Zentimeter Dicke an Vertäuungsplatten auf dem Meeresgrund verankert. Die Vertäuungsplatten selbst sind mit 1,2 m langen Ankerbolzen im Meeresboden befestigt.
Neben einem Turm für Kommunikationszwecke hat die Boje einen Innenraum mit einer Grundfläche von circa siebzig Quadratmetern. Innerhalb der Boje befinden sich zwei Dieselgeneratoren mit je vierzig Kilowatt Leistung, zwei Luftkompressoren mit einer Liefermenge von 510 Litern pro Minute sowie Empfangsanlagen für den VHF-Bereich und Sende- und Empfangsanlagen für den UHF-Bereich und das Mobilfunknetz. Die UHF-Anlage ermöglicht zuverlässige verschlüsselte Audio-, Video- und Datenverbindungen mit einer Bandbreite von bis zu zehn MB pro Sekunde zwischen der Aquarius und dem Mission Control Center an Land.
Über einen 42 Meter langen und 8 Zentimeter starken Verbindungsschlauch ist die Aquarius an der Lebenserhaltungsboje angeschlossen. Innerhalb des Schlauches befinden sich Energieversorgungskabel zu den Generatoren, zwei Koaxial- und zwölf Twisted-Pair-Kabel zu den Sende- und Empfangsanlagen sowie Luftversorgungsschläuche zu den Luftkompressoren.

### Operationsbasis an Land

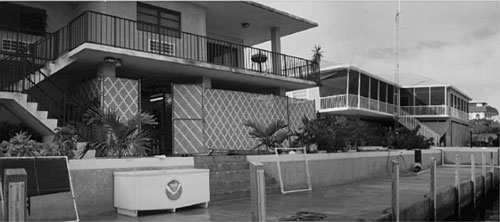
Operationsbasis in Key Largo

Die Operationsbasis ist in Key Largo in zwei Gebäuden untergebracht. Ein Gebäude beherbergt die Verwaltung, Unterbringungsmöglichkeiten für Besucher und ausgedehnte Arbeitseinrichtungen. Im anderen Gebäude existieren komfortable Schlafbereiche für Wissenschaftler, voll ausgestattete Küchen sowie zwei Laboratorien.

## Chronologie
- 1986 – Bau durch die Firma Victoria Machine Works in Victoria, Texas
- 1988 – Einsatz vor den amerikanischen Virgin Islands. Nach dreizehn Missionen und dem Hurrikan Hugo Generalüberholung in Wilmington, North Carolina
- 1992 – Transport zu ihrem heutigen Standort
- 1994 – Während eines Hurrikans fängt ein Generator Feuer. Alle Aquanauten müssen nach der Dekompression bei 5 m hohen Wellen evakuiert werden[3]
- 1996 – nach weiteren zwanzig Missionen erneute Hebung wegen Finanzierungsschwierigkeiten
- 1997 – Nach Sicherstellung der weiteren Finanzierung Generalüberholung an der Harbor Branch Oceanographic Institution
- 1998 – Rücktransport zu ihrem alten Standort vor Key Largo[4]
- 1998 – Bei einem Sturm mit Windstärken von 110 km/h wird Aquarius aus ihren Verankerungen gerissen und fast zerstört.[3]
- 2005 – Bei sehr rauer See wird die Anlage mehrere Meter über den Meeresboden geschleift.[3]
- 2009 – Tödlicher Unfall des Bordtechnikers Dewey Smith durch eine Fehlfunktion seines Kreislauftauchgeräts.[5][6]
- 2011 – NOAA streicht die Mittel für den Betrieb der Basis und sagte alle anstehenden Missionen ab, Aquarius wird geschlossen.[3]
- 2013 – Übergabe der Anlage an die Florida International University (FIU), von der sie seitdem auch betrieben wird.[1][2]
- 2016 – Zum ersten Mal werden fünftägige Kurse im Sättigungstauchen inklusive einer Übernachtung im Habitat angeboten.[7]

## Forschungsmissionen
Die Aquarius bietet Wissenschaftlern die Möglichkeit zur Erforschung des Lebens im Ozean über einen längeren Zeitraum unter Wasser. Seit ihrem ersten Einsatz haben mehr als zweihundert Wissenschaftler von über neunzig Organisationen mehr als fünfzig Forschungsmissionen durchgeführt. Durch Untersuchungen der Korallenriffe können sie beispielsweise Aspekte der Umweltverschmutzung erforschen.

### Missionsübersicht
| 2001 |                                                                                         |                             |                        |
| Bezeichnung | Forschungsleiter                                                                        | Trainingszeitraum           | Missionszeitraum       |
| Betriebsbedingte Unterstützung | Craig Cooper, Universität von North Carolina Wilmington                                 |                             | 16. bis 20. April      |
| ökologische Aspekte von Tiefseeschwämmen | Joseph Pawlik, Universität von North Carolina Wilmington                                | 14. bis 18. Mai             | 21. bis 27. April      |
| bodennahe Nährstofffluktuationen im Florida Key Riff | James Leichter, Woods Hole Ocean Institute                                              | 11. bis 15. Juni            | 18. bis 28. Juni       |
| Biologie und Ökologie der Fangschreckenkrebse | Roy L. Caldwell, Abteilung Integrative Biologie, Universität von Kalifornien, Berkley   | 9. bis 13. Juli             | 16. bis 25. Juli       |
| Ökologie und Physiologie der Braunalgen im Korallenriff der Florida Keys | Kevin Beach, Universität von Tampa                                                      | 5. bis 10. August           | 13. bis 22. August     |
| Überwachung der Korallen und Erprobung von Tauchtechniken zur Unterstützung der nationalen Meeresschutzprogramme | Dan Basta, Universität von North Carolina Wilmington                                    | 4. bis 8. September         | 11. bis 19. September  |
| NEEMO 1 | NASA                                                                                    | 15. bis 19. Oktober         | 21. bis 27. Oktober    |
| Untersuchung von Fischschwärmen und deren Verhalten in geschützten Meeresbereichen |                                                                                         | 5. bis 9. November          | 12. bis 18. November   |
| 2002 |                                                                                         |                             |                        |
| Bezeichnung | Forschungsleiter                                                                        | Trainingszeitraum           | Missionszeitraum       |
| Studie der Populationsdynamik der Steinkorallen im Conch Riff mit demografischem und populationsgenetischem Ansatz | Mary Alice Coffroth, SUNY-Buffalo                                                       | 8. bis 12. April            | 15. bis 24. April      |
| Weltraum Simulations- und Trainingsprojekt NEEMO 2 | Bill Todd, NASA/United Space Alliance                                                   | 6. bis 10. Mai              | 13. bis 21. Mai        |
| Auswirkung der globalen Klimaerwärmung auf die Vermehrung der Korallen: Die wechselwirkenden Effekte von Temperatur und Keimentwicklung auf die Biologie der Porites Astreoides Larven                                             | Peter Edmunds, California State Universität, Northridge                                 | 3. bis 7. Juni              | 10. bis 19. Juni       |
| Weltraum Simulations- und Trainingsprojekt der NASA NEEMO 3 | Bill Todd, NASA/United Space Alliance                                                   | 8. bis 12. Juli             | 15. bis 23. Juli       |
| Untersuchungen durch Zählung und Markierung von Riff-Fischen in Bezug auf das nationale Meeresschutzgebiet der Florida Keys | Billy Causey, Nationales Meeresschutzprogramm                                           | 12. bis 16. August          | 19. bis 28. August     |
| Weltraum Simulations- und Trainingsprojekt der NASA NEEMO 4 | Bill Todd, NASA/United Space Alliance                                                   | 9. bis 13. September        | 16. bis 24. September  |
| Untersuchung der Effekte von Materialaustausch, Wasserbewegung und Temperatur auf die Gesundheit von Riffen | David Wethey, Universität von South Carolina                                            | 7. bis 11. Oktober          | 14. bis 23. Oktober    |
| Strömungsabhängiger Metabolismus: Verbindungen zwischen dem Ausbleichen der Korallen und Sauerstoffmangel im Riff | Mark Patterson, College of William and Mary                                             | 4. bis 8. November          | 11. bis 20. November   |
| 2003 |                                                                                         |                             |                        |
| Bezeichnung | Forschungsleiter                                                                        | Trainingszeitraum           | Missionszeitraum       |
| Besatzungstraining und System-Überprüfung |                                                                                         |                             | 24. März bis 2. April  |
| Besatzungstraining und System-Überprüfung |                                                                                         |                             | 21. bis 30. April      |
| Studie der Populationsdynamik der Steinkorallen im Conch Riff mit demografischem und populationsgenetischem Ansatz | Mary Alice Coffroth, SUNY-Buffalo                                                       | 12. bis 16. Mai             | 19. bis 28. Mai        |
| Weltraum Simulations- und Trainingsprojekt NEEMO 5 | Bill Todd, NASA/United Space Alliance                                                   | 9. bis 13. Juni             | 16. bis 29. Juni       |
| Strömungsabhängiger Metabolismus: Verbindungen zwischen dem Ausbleichen der Korallen und Sauerstoffmangel im Riff | Mark Patterson, College of William and Mary                                             | 7. bis 11. Juli             | 14. bis 23. Juli       |
| Reaktionen bentischer Macroalgen auf hochfrequenten Auftrieb am Florida Riff | Dr. James Leichter, Scripps Institution of Oceanography                                 | 4. bis 12. August           | 11. bis 20. August     |
| Untersuchungen durch Zählung und Markierung von Riff-Fischen in Bezug auf das nationale Meeresschutzgebiet der Florida Keys | Billy Causey, Nationales Meeresschutzprogramm                                           | 12. bis 16. August          | 19. bis 28. August     |
| Biochemischer und geologischer Einfluss auf die stabilen Kohlenstoff- und Stickstoff-Isotopzusammensetzungen von Schwämmen an natürlichen Umgebungsgefällen                                                                        | Dr. Chris Martens, Universität von North Carolina in Chapel Hill                        | 8. bis 12. September        | 15. bis 24. September  |
| Widerstand von Pflanzenfressern gegen die Verteidigungsmechanismen von Algen und deren Effekte auf die Lebensgemeinschaft im Riff                                                                                                  | Dr. Mark Hay, Georgia Institute of Technology                                           | 3. bis 7. November          | 10. bis 19. November   |
| Mission der US Navy | Mr. Craig Cooper                                                                        | 1. bis 4. Dezember          | 6. bis 10. Dezember    |
| 2004 |                                                                                         |                             |                        |
| Bezeichnung | Forschungsleiter                                                                        | Trainingszeitraum           | Missionszeitraum       |
| Besatzungstraining und System-Überprüfung | Craig Cooper, NURC/UNCW                                                                 |                             | 19. bis 23. April      |
| Untersuchung der physikalischen und biologischen Wechselwirkungen im Florida Keys Riff | Dr. James Leichter, Scripps Institution of Oceanography                                 | 7. bis 11. Juni             | 14. bis 23. Juni       |
| Weltraum Simulations- und Trainingsprojekt NEEMO 6 | Bill Todd, NASA/United Space Alliance                                                   | 6. bis 10. Juli             | 12. bis 21. Juli       |
| Entwicklung der Schwämme und Wiedergewinnung von Stickstoff im Ökosystem Korallenriff | Dr. Chris Martens, Universität von North Carolina in Chapel Hill                        | 2. bis 6. August            | 9. bis 18. August      |
| Physiologische Ökonomie von symbiotischen Dinoflagellaten: Verständnis des Einflusses von physikalischen und biologischen Faktoren auf photosynthetische Prozesse und Veränderungen der Population                                 | Dr. Mark Patterson, College of William and Mary                                         | 7. bis 11. Juli             | 14. bis 23. Juli       |
| Internationale biomedizinische Forschungsmission NEEMO 7 | Bill Todd, NASA/United Space Alliance                                                   | 4. bis 8. Oktober           | 11. bis 25. Oktober    |
| Widerstand von Pflanzenfressern gegen die Verteidigungsmechanismen von Algen und deren Effekte auf die Lebensgemeinschaft im Riff                                                                                                  | Dr. Mark Hay, Georgia Institute of Technology                                           | 1. bis 5. November          | 8. bis 17. November    |
| Trainingsmission der US Navy Tauchschule | Capt Mark Helmkamp, US Navy                                                             |                             | 6. bis 9. Dezember     |
| Trainingsmission der US Navy Tauchschule | Capt Mark Helmkamp, US Navy                                                             |                             | 11. bis 14. Dezember   |
| 2005 |                                                                                         |                             |                        |
| Bezeichnung | Forschungsleiter                                                                        | Trainingszeitraum           | Missionszeitraum       |
| Besatzungstraining und System-Überprüfung NEEMO 8 | Craig Cooper, NURC/UNCW                                                                 | 18. bis 19. April           | 20. bis 22. April      |
| Die Rolle der Hydrodynamik bei Nährstofffluktuationen im Conch Reef | Dr. Stephen Monismith                                                                   | 5. bis 8. Juli              | 15. bis 21. Juli       |
| Entwicklung der Schwämme und Wiedergewinnung von Stickstoff im Ökosystem Korallenriff | Dr. Chris Martens, Universität von North Carolina in Chapel Hill                        | 8. bis 12. August           | 15. bis 24. August     |
| Bewegungsverhalten von Fischen | Dr. James Lindholm, PIER                                                                | 31. Oktober bis 4. November | 7. bis 16. November    |
| Trainingsmission der US Navy Tauchschule | Capt Mark Helmkamp, US Navy                                                             |                             | 5. bis 9. Dezember     |
| Trainingsmission der US Navy Tauchschule | Capt Mark Helmkamp, US Navy                                                             |                             | 9. bis 14. Dezember    |
| 2006 |                                                                                         |                             |                        |
| Bezeichnung | Forschungsleiter                                                                        | Trainingszeitraum           | Missionszeitraum       |
| Besatzungstraining und System-Überprüfung | Craig Cooper, NURC/UNCW                                                                 | 6. bis 7. März              | 7. bis 11. März        |
| Weltraum Simulations- und Trainingsprojekt NEEMO 9 | Bill Todd, NASA/United Space Alliance                                                   | 27. bis 31. März            | 3. bis 20. April       |
| NURC/Navy Weiterentwicklung des Sättigungstauchens Mission 1 | Craig Cooper, NURC/UNCW                                                                 | 5. bis 6. Juni              | 6. bis 10. Juni        |
| NURC/Navy Weiterentwicklung des Sättigungstauchens Mission 2 | Craig Cooper, NURC/UNCW                                                                 |                             | 10. bis 14. Juni       |
| Weltraum Simulations- und Trainingsprojekt NEEMO 10 | Bill Todd, NASA/United Space Alliance                                                   | 18. bis 20. Juli            | 22. bis 28. Juli       |
| Weltraum Simulations- und Trainingsprojekt NEEMO 11 | Bill Todd, NASA/United Space Alliance                                                   | 12. bis 14. September       | 16. bis 22. September  |
| NURC/Navy Weiterentwicklung des Sättigungstauchens Mission 3 | Craig Cooper, NURC/UNCW                                                                 |                             | 3. bis 7. November     |
| NURC/Navy Weiterentwicklung des Sättigungstauchens Mission 4 | Craig Cooper, NURC/UNCW                                                                 |                             | 9. bis 13. November    |
| 2007 |                                                                                         |                             |                        |
| Bezeichnung | Forschungsleiter                                                                        | Trainingszeitraum           | Missionszeitraum       |
| Besatzungstraining und System-Überprüfung | Otto Rutten, NURC/UNCW                                                                  | 2. bis 5. April             | 6. bis 9. April        |
| Weltraum Simulations- und Trainingsprojekt NEEMO 12 | Bill Todd, NASA/United Space Alliance                                                   | 30. April bis 4. Mai        | 7. bis 18. Mai         |
| NURC/Navy Weiterentwicklung des Sättigungstauchens Mission 1 | Craig Cooper, NURC/UNCW                                                                 |                             | 5. bis 9. Juni         |
| NURC/Navy Weiterentwicklung des Sättigungstauchens Mission 2 | Craig Cooper, NURC/UNCW                                                                 |                             | 10. bis 14. Juni       |
| Weltraum Simulations- und Trainingsprojekt NEEMO 13 | Bill Todd, NASA/United Space Alliance                                                   | 30. Juli bis 3. August      | 6. bis 15. August      |
| Wenn Riffe sprechen könnten | Kate Thompson, Nationales Meeresschutzprogramm                                          | 10. bis 14. September       | 17. bis 25. September  |
| Die Rolle der Schwämme bei der Stickstoffverwertung und Atmung im Ökosystem eines Korallenriffs | Niels Lindquist, UNC Chapel Hill                                                        | 8. bis 12. Oktober          | 15. bis 24. Oktober    |
| Projekt SeaCamel: Klassenraum Aquarius | Captain Philip G. Renaud, Khaled bin Sultan Living Oceans Foundation                    | 5. bis 9. November          | 12. bis 16. November   |
| 2008 |                                                                                         |                             |                        |
| Bezeichnung | Forschungsleiter                                                                        | Trainingszeitraum           | Missionszeitraum       |
| NURC/Navy Weiterentwicklung des Sättigungstauchens Mission 1 | Craig Cooper, NURC/UNCW                                                                 |                             | 15. bis 19. April      |
| NURC/Navy Weiterentwicklung des Sättigungstauchens Mission 2 | Craig Cooper, NURC/UNCW                                                                 |                             | 21. bis 25. April      |
| NURC Weiterentwicklung des Umgebungsdrucktauchens | Craig Cooper, NURC/UNCW                                                                 | 19. bis 20. Mai             | 20. bis 24. Mai        |
| Aquarius Experimente zur Wiederherstellung und Widerstandsfähigkeit von Korallen | Dr. Margaret Miller, NOAA Fisheries                                                     | 2. bis 6. Juni              | 9. bis 18. Juni        |
| Die Rolle der Schwämme bei der Stickstoffverwertung und Atmung im Ökosystem eines Korallenriffs | Niels Lindquist, UNC Chapel Hill                                                        | 8. bis 12. September        | 15. bis 24. September  |
| Die Versauerung des Ozeans | TBA                                                                                     | 6. bis 10. Oktober          | 13. bis 22. Oktober    |
| Lehrer unter dem Meer & Verhalten und Bewegung von Korallenriff-Fischen in einem Meeresschutzgebiet (Teacher Under the Sea & Behavior and Movement of Coral Reef Fishes in a No-Take Marine Reserve)                               | Dr. James Lindholm, California State University Monterey Bay                            | 3. bis 7. November          | 11. bis 20. November   |
| 2009 |                                                                                         |                             |                        |
| Bezeichnung | Forschungsleiter                                                                        | Trainingszeitraum           | Missionszeitraum       |
| Aquarius Reef Base/U.S. Navy Saturation Mission, Praxistest von Kreislauftauchgeräten unter Sättigungsbedingungen (NURC/Navy SRDD Development Mission 1) (tödlicher Unfall des Technikers Dewey Smith)                             | Craig Cooper                                                                            | k. A.                       | 4. bis (8.) 9. Mai     |
| VERSCHOBEN: NURC/Navy SRDD Development Mission 2 | Craig Cooper                                                                            | k. A.                       | 10. bis 14. Mai        |
| VERSCHOBEN: Aquarius-Experimente zur Korallen-Wiederherstellung/Widerstandsfähigkeit (Aquarius Coral Restoration/Resilience Experiments – ACRRE)                                                                                   | Dr. Margaret Miller, NOAA Fisheries                                                     | 1. bis 5. Juni              | 9. bis 18. Juni        |
| VERSCHOBEN: Meeresversauerung: Kontrolle des Riff-pH’s (Ocean Acidification: Controls on Reef pH) | Chris Martens, UNC Chapel Hill                                                          | 8. bis 11. September        | 15. bis 24. September  |
| VERSCHOBEN: Weltraum Simulations- und Trainingsprojekt NEEMO 14 | Bill Todd, NASA/JSC                                                                     | 5. bis 9. Oktober           | 12. bis 25. Oktober    |
| Beeinflussung der Herbivoren-Vielfalt zur Wiederherstellung von Korallenriffen (Manipulating Herbivore Diversity to Restore Coral Reefs)                                                                                           | Mark Hay, Georgia Institute of Technology                                               | 2. bis 6. November          | 10. bis 19. November   |
| 2010 |                                                                                         |                             |                        |
| Bezeichnung | Forschungsleiter                                                                        | Trainingszeitraum           | Missionszeitraum       |
| Weltraum Simulations- und Trainingsprojekt NEEMO 14 | Bill Todd, NASA/United Space Alliance                                                   | 4. bis 7. Mai               | 10. bis 23. Mai        |
| Aquarius Coral Restoration / Resilience Experiments (ACRRE) | Margaret Miller, NOAA Fisheries                                                         | 7. bis 11. Juni             | 15. bis 24. Juni       |
| Versauerungs-Projekt (Acidification Project) | Dr. Chris Martens, UNC Chapel Hill                                                      | 6. bis 9. Juli              | 13. bis 22. Juli       |
| Schwämme der Florida Korallenriffe: Demographie und Einflüsse auf die Wasserqualität (Sponges on Florida Coral Reefs: Demographics and Impacts on Water Quality)                                                                   | Joseph Pawlik, UNCW                                                                     | 9. bis 13. August           | 17. bis 26. August     |
| Aquarius 2010: Wenn Riffe sprechen könnten (If Reefs Could Talk) | NOAA National Marine Sanctuary Program                                                  | 4. bis 8. Oktober           | 12. bis 21. Oktober    |
| Beeinflussung der Herbivoren-Vielfalt zur Wiederherstellung von Korallenriffen (Manipulating Herbivore Diversity to Restore Coral Reefs)                                                                                           | Mark Hay, Institute of Technology, Georgia                                              | 1. bis 5. November          | 9. bis 18. November    |
| 2011 |                                                                                         |                             |                        |
| Bezeichnung | Forschungsleiter                                                                        | Trainingszeitraum           | Missionszeitraum       |
| Schwämme der Florida Korallenriffe: Demographie und Einflüsse auf die Wasserqualität (Sponges on Florida Coral Reefs: Demographics and Impacts on Water Quality)                                                                   | Joseph Pawlik, UNCW                                                                     | 6. bis 10.- Juni            | 14. bis 23-Juni        |
| Reaktionen von Korallenriff-Landschaften auf Meeresversauerung (Coral Reef Landscape Responses to Ocean Acidification) | Marc Slattery, University of Mississippi                                                | 5. bis 8. Juli              | 21. bis 21. Juli       |
| Meeresversauerung: Kontrolle des Riff-pH's (Ocean Acidification: Controls on Reef pH) | Chris Martens, UNC Chapel Hill                                                          | 1. bis 5. August            | 9. bis 18. August      |
| Beeinflussung der Herbivoren-Vielfalt zur Wiederherstellung von Korallenriffen (Manipulating Herbivore Diversity to Restore Coral Reefs)                                                                                           | Dr. Mark Hay, Georgia Institute of Technology                                           | 6. bis 9. September         | 13. bis 22. September  |
| Weltraum Simulations- und Trainingsprojekt NEEMO 15 | Shannon Walker, NASA/United Space Alliance Principal Investigator: Bill Todd, NASA-USRA | 10. bis 14. Oktober         | 20. bis 26. Oktober    |
| US NAVY Saturation | k. A.                                                                                   | 1. bis 4. November          | 9. bis 17. November    |
| 2012 |                                                                                         |                             |                        |
| Bezeichnung | Forschungsleiter                                                                        | Trainingszeitraum           | Missionszeitraum       |
| Weltraum Simulations- und Trainingsprojekt NEEMO 16 | Bill Todd, NASA/USRA                                                                    | 4. bis 8. Juni              | 11. bis 22. Juni       |
| Schwämme der Florida Korallenriffe: Demographie und Einflüsse auf die Wasserqualität (Sponges on Florida Coral Reefs: Demographics and Impacts on Water Quality)                                                                   | Joseph Pawlik, UNCW                                                                     | 12. bis 15-Mai              | 16. bis 25. Mai        |
| Feierlichkeiten "50 Jahre Leben unter dem Meer" | Dr. Mark Patterson                                                                      | 9. bis 13. Juli             | 14. bis 21. Juli       |
| 2013 |                                                                                         |                             |                        |
| Bezeichnung | Forschungsleiter                                                                        | Trainingszeitraum           | Missionszeitraum       |
| Weltraum Simulationsprojekt zur Erprobung von Außenbord-Aktivitäten (EVA = extravehicular activities) und Training für Seatest II (NEEMO 17) (Space Environment Analog for Testing EVA Systems and Training Seatest II (NEEMO 17)) | Joe Acaba, NASA, Kommandant                                                             | k. A.                       | 9. bis 13. September   |
| 2014 |                                                                                         |                             |                        |
| Bezeichnung | Forschungsleiter                                                                        | Trainingszeitraum           | Missionszeitraum       |
| Mission 31 | Fabien Cousteau                                                                         | k. A.                       | 1. bis 2. Juli         |
| Weltraum Simulations- und Trainingsprojekt NEEMO 18 | Akihiko Hoshide, Japan Aerospace Exploration Agency                                     | k. A.                       | 20. bis 29. Juli       |
| Weltraum Simulations- und Trainingsprojekt NEEMO 19 | angekündigt                                                                             | k. A.                       | ab 7. September 7 Tage |
| 2015 |                                                                                         |                             |                        |
| Bezeichnung | Forschungsleiter                                                                        | Trainingszeitraum           | Missionszeitraum       |
| Weltraum Simulations- und Trainingsprojekt NEEMO 20 | Luca Parmitano                                                                          | k. A.                       | 20. Juli bis 3. August |
| 2016 |                                                                                         |                             |                        |
| Bezeichnung | Forschungsleiter                                                                        | Trainingszeitraum           | Missionszeitraum       |
| Weltraum Simulations- und Trainingsprojekt NEEMO 21 | k. A.                                                                                   | k. A.                       | 21. Juli bis 6. August |
| FIU: Einfluss von Haien auf Korallenriff-Ökosysteme | Alain Duran                                                                             | k. A.                       | 07.–14. September      |
| 2017 |                                                                                         |                             |                        |
| Bezeichnung | Forschungsleiter                                                                        | Trainingszeitraum           | Missionszeitraum       |
| Weltraum Simulations- und Trainingsprojekt NEEMO 22 | Kjell Lindgren                                                                          | k. A.                       | 18. Juni bis 28. Juni  |
| 2019 |                                                                                         |                             |                        |
| Bezeichnung | Forschungsleiter                                                                        | Trainingszeitraum           | Missionszeitraum       |
| Weltraum Simulations- und Trainingsprojekt NEEMO 23 | Samantha Cristoforetti (ESA)                                                            | k. A.                       | 21. Juli bis 6. August |

## Zukunftsaussichten
Auch künftig soll die Aquarius weiter eingesetzt und weiterentwickelt werden. Die NOAA plant, das Labor autonomer zu machen. Hierzu sollen zum Beispiel Atemlufttanks installiert werden, um eine ganze Mission mit Luft versorgen zu können. Des Weiteren werden Anstrengungen unternommen, die Energieerzeugung unter Wasser zu verlegen, um auf die LSB verzichten zu können und nur noch eine Boje für die Kommunikationsverbindungen zu benötigen. Aus dem gleichen Grund werden CO2-Recyclingsysteme getestet. Auch an der Erhöhung der maximalen Tauchtiefe wird gearbeitet.